# Episodi di Rossella (seconda stagione)
La seconda stagione della serie televisiva Rossella è andata in onda su Rai 1 dal 4 al 26 novembre 2013.
| nº | Prima TV Italia  |
| -- | ---------------- |
| 1  | 4 novembre 2013  |
| 2  | 5 novembre 2013  |
| 3  | 12 novembre 2013 |
| 4  | 19 novembre 2013 |
| 5  | 26 novembre 2013 |

## Prima puntata
Rossella vive a Palazzo Andrei insieme al conte Riccardo Valeri, la figlia Angelica e Federico, il bimbo nato dalla relazione tra Sophie e Giuliano. Laureatasi in medicina, inizia a lavorare come assistente del dottor Ceriani presso l'ospedale di Genova. Giuliano Sallustio, ancora in prigione per l'omicidio di Sophie, sua amante, nonché moglie di Riccardo, incontra Ruggero, il servo del Procuratore Cesare Andrei, ed insieme escogitano un piano per ricattare il Procuratore. Quindi quest'ultimo è costretto a scagionare Giuliano e ad incolpare Riccardo che viene condannato ai lavori forzati nel carcere dell'isola di Pianosa.

## Seconda puntata
Rossella vuole riuscire a dimostrare l'innocenza del suo amato Riccardo, ma il procuratore Andrei è scomparso e si è dimesso dalla sua carica.
Il marito di Paolina, sorella di Rossella, muore d'infarto in un bordello. È lo stesso Giuliano, ormai libero, a portare la notizia alla cognata. Con l'occasione dice alla donna di essere innamorato di lei ed alla fine Paolina cede alle lusinghe di Giuliano.
Rossella dopo una serie di ricerche, riesce a trovare Cesare. Si è rifugiato in un convento. L'uomo confessa tutta la verità a Rossella: è lui che ha ucciso Olimpia, la madre della fanciulla, nonché sua cognata, perché era innamorato di lei. Giuliano era venuto a sapere tutta la storia e lo aveva ricattato per essere rilasciato. Rossella pensa di rendere pubblica tutta la faccenda, ma Cesare si suicida.
Rientrata in ospedale Rossella visita dei bambini di un paese vicino con una febbre altissima. La donna capisce che si tratta di un'epidemia contagiosa. Si reca quindi a Morasca per prendere dei campioni di acqua da analizzare. Qui conosce Lorenzo, un ex-ufficiale dell'esercito italiano. Una volta analizzate le acque, Rossella capisce che si tratta di un'epidemia di colera. Aiutata da Lorenzo, recupera i farmaci per salvare i bambini.
- Altri interpreti: Paolo Ricci: Pescatore Toscano

## Terza puntata
Rossella e Lorenzo si danno da fare per salvare i bambini dall'epidemia e convincono il sindaco del paese a bonificare le acque. Lorenzo dichiara il suo amore a Rossella, ma la donna gli dice che è ancora innamorata di Riccardo.
Nel frattempo Giuliano ha fatto carriera in politica ed usa il suo potere per far rinchiudere Riccardo in cella di isolamento. Paolina, innamorata di Giuliano, regala all'uomo il Corriere di Genova. Però ascolta una conversazione tra Giuliano e Rossella, e scopre che l'uomo non è mai stato innamorato di lei, ma le aveva dichiarato il suo amore solo per ottenere la proprietà del giornale.
Giuliano ha deciso di chiedere al tribunale l'affidamento di Angelica e Federico, e fa venire dalla Calabria Natuzza, una sua cugina, segretamente innamorata di lui, che dovrà occuparsi dei due bambini.
Riccardo insieme ad un suo compagno fugge dalla prigione. Ma durante la fuga vengono colti da una tempesta e la loro imbarcazione si ribalta. Vengono ritrovati la barca e il corpo del suo compagno, così anche Riccardo viene dichiarato morto.

## Quarta puntata
Riccardo Valeri non è morto, ma è stato trascinato sulle coste della Toscana. Una volta che si è ristabilito decide di tornare a Genova per poi partire per l'America. Una volta a Genova, sfuggito a Ruggero, che dietro ordine di Giuliano lo vuole catturare, incontra Rossella. La donna le confessa che in un momento di debolezza ha ceduto a Lorenzo, ma che è sempre innamorata di lui e vuole seguirlo in America. Ma il giorno dell'appuntamento, al porto, la donna non arriva. Riccardo capisce che le è successo qualcosa, e si reca a palazzo Andrei. Qui trova la donna a terra, in brutte condizioni. Infatti è stata stuprata da Giuliano, che è ancora in casa. Quest'ultimo spara a Riccardo, uccidendolo.

## Quinta puntata
Rossella è distrutta per la morte di Riccardo. Ma la donna si vuole anche vendicare di Giuliano e lo denuncia per stupro.
Il dottor Ceriani decide di aprire un reparto di pediatria presso l'ospedale di Genova e Rossella ne sarà la responsabile.